# Christoffel Bisschop
Christoffel Bisschop (født 22. april 1828 i Leeuwarden, død 5. oktober 1904 i Haag) var en hollandsk maler.
Han var oprindelig elev af W.H. Schmidt i Delft, arbejdede så i Paris under Gleyre og Le Comte og kom 1853 tilbage til Holland, hvor han virkede siden, særlig i Haag og i Hindeloopen i Frisland. Det var hovedsagelig sidstnævnte egn, der ydede ham farverigt og virkningsfuldt stof til populære billeder, hyggelige interiører med kraftig indfaldende sollys og fængslende folkelivssujetter — lidt à la Pieter de Hooch; også andre af det 17. århundredes malere (Rembrandt, N. Maes) har haft indflydelse på hans arbejders maleriske holdning. Han malede "Rembrandt ved den anatomiske Forelæsning" (1867). Ellers gengav han nutidslivet, blandt mange andre "Søndag morgen" (guldmedalje i Amsterdam), "Borgmesterens døtre", "En dåbsdag i Hindeloopen i Friesland", "Vinter i Friesland" (1867, Rijksmuseet i Amsterdam), "Den tomme vugge", "Mennonitter-kommunion i Hindeloopen" (1880, i dronningen af Hollands eje), "Ung kvinde med spejl" (Neu. Pinakotek i München).

## Galleri
- Het zonnige hoekje, tafereel uit Hindeloopen (Den solrige krog: ung frue i et kammer i Hindeloopen)
- Jongen die een Hindelooper wieg beschildert (Dreng bemaler en vugge i Hindeloopen)
- Vrouw in rode jurk (Kvinde i rød kjole)